# Леден болид
„Леден болид“ (на английски: Cool Runnings) е американски спортен филм от 1993 г. на режисьора Джон Търтелауб, с участието на Леон Робинсън, Дъг Е. Дъг, Малик Йоба и Джон Кенди (последното му участие преди смъртта му през 1995 г.), базиран е на истинската история за дебюта на националния отбор на Ямайка по бобслей в състезание по време на Зимните олимпийски игри през 1988 г.